# Maurycy Grabowski
Kazimierz Maurycy Grabowski (ur. 14 grudnia 1800 w Izabelinie, zm. 26 maja 1875 we Frankfurcie nad Menem) – hrabia, kapitan wojsk belgijskich, syn marszałka wołkowyskiego Kazimierza Grabowskiego i kasztelanki warszawskiej Moniki Sobolewskiej.

## Życiorys
Kazimierz Maurycy Grabowski został ochrzczony 19 grudnia 1800 w Izabelinie. W czasie powstania listopadowego pełnił funkcję kapitana 2 Pułku Strzelców Konnych. Po klęsce powstania wyemigrował do Francji i zamieszkał w Paryżu. W 1832 Maurycy był członkiem Komitetu Narodowego Polskiego. 11 czerwca 1832 wstąpił do 1 belgijskiego pułku kirasjerów, gdzie został kapitanem 2 klasy. 17 maja 1835 awansował do rangi kapitana 1 klasy. Maurycy zakończył służbę w wojsku belgijskim 25 sierpnia 1837.
W 1839 Maurycy Grabowski przybył do Wielkiej Brytanii, gdzie zajmował się handlem. 18 listopada 1843 w Londynie ożenił się z Marie Anne Cornish, córką Williama i Caroline Cornishów, wdową po Alfredzie Johnie Todhunterze. 28 marca 1844 Maurycy złożył podanie o uzyskanie obywatelstwa angielskiego, które otrzymał 12 czerwca 1844. 23 lutego 1845 został obrany wiceprezesem Komitetu Ogółu Londyńskiego.
Maurycy Grabowski zmarł bezpotomnie 26 maja 1875 we Frankfurcie nad Menem. Wdowa po Maurycym Grabowskim, Marie Anne Todhunter Grabowska zmarła 12 lutego 1880 w Londynie w wieku 75 lat.